# VH1 Rússia
VH1 Rússia foi um canal de música e entretenimento, criado em 2005 e extinto em 2010, destinado a telespectadores com idades entre 14 e 45 anos. VH1 Rússia exibia videoclipes das estrelas mais brilhantes do rock mundial e nacional e da música pop dos anos 1980 a 2000 e hits. A licença do canal expirou em junho de 2010, depois que a tentativa de acordo entre Viacom e Prof Media fracassaram. O canal saiu do ar em 1º de junho de 2010 sendo substituído pelo sinal da VH1 Europa.